# Wesley M. Cohen
Wesley M. Cohen (* 2. Juli 1950) ist ein US-amerikanischer Wirtschaftswissenschaftler, der sich insbesondere im Bereich der Innovations- und Industrieökonomik hervorgetan hat.

## Werdegang, Forschung und Lehre
Cohen studierte an der Yale University, wo er zunächst 1973 als Bachelor of Arts in einem fächerübergreifenden Studium, das Wirtschaftswissenschaft, Afrikanischer Geschichte und Anthropologie kombinierte, mit magna cum laude abschloss. Er setzte sein Studium an der Hochschule fort, wo er 1978 zunächst als Master of Philosophy sowie Master of Arts jeweils in Wirtschaftswissenschaften graduierte, ehe er 1981 sein Ph.D.-Studium erfolgreich beendete.
Cohen war nach seinem Studium zunächst Research Fellow für Industrieökonomik an der Harvard Business School, ehe er 1982 an die Carnegie Mellon University wechselte. Dort war er zunächst Assistant Professor, ab 1989 Associate Professor. 1997 berief ihn die Hochschule zum ordentlichen Professor. 2002 folgte er einem Ruf der Fuqua School of Business an die Duke University. Dort übernahm er 2004 den Frederick-C.-Joerg-Lehrstuhl für Betriebswirtschaftslehre, seit 2017 besetzt er den Snow-Familie-Lehrstuhl für Betriebswirtschaftslehre. Bereits 1974 visitierte Cohen erstmals, seinerzeit an der Nationaluniversität von Zaïre, 2006/07 kehrte er als Gastprofessor an die Harvard Business School zurück.
Cohen war 1995 bis 1999 Chefredaktor des Periodikums Research Policy, dessen Redaktionsteam er in der Folge weiterhin angehörte. Seit 2004 gehört er beim National Bureau of Economic Research der Arbeitsgruppe für Unternehmertum an.
Cohens Interessenschwerpunkte liegen im Bereich der Innovationsökonomik und den damit zusammenhängenden ökonomischen Auswirkungen von technischer Entwicklung und Innovation, sowie geistigem Eigentum, der Industrieökonomik und Fragen der Unternehmensstrategie und -entwicklung. Aufgrund der Zahl seiner Zitierungen zählt ihn Clarivate Analytics seit 2018 zu den Favoriten auf einen Alfred-Nobel-Gedächtnispreis für Wirtschaftswissenschaften (Clarivate Citation Laureates).